# Región económica del Extremo Oriente
La región económica de Extremo Oriente (ruso: Дальневосто́чный экономи́ческий райо́н; tr.: Dalnevostochny ekonomicheski raion) es una de las doce regiones económicas de Rusia.
Esta región, bañada por los océanos Pacífico y Glacial Ártico, tiene como principales ciudades: Komsomolsk del Amur, Jabárovsk, Yakutsk, y Vladivostok. Produce maquinaria, y entre otros sectores, tienen su importancia la tala de árboles, la pesca, la caza, y las pieles. El ferrocarril transiberiano sigue el río Amur y el Ussuri para terminar en el puerto de Vladivostok.
Tiene una superficie de 6.216.000 km², con una población de 7.463.000 hab. (una densidad de 1,2 hab./km²), de los cuales el 76 % es población urbana.

## Composición
- Óblast de Amur
- Ókrug autónomo de Chukotka
- Óblast autónomo Hebreo
- Krai de Kamchatka
- Krai de Jabárovsk
- Óblast de Magadán
- Krai de Primorie
- República de Saja
- Óblast de Sajalín

## Indicadores socioeconómicos
Los salarios son en apariencia altos en el Extremo Oriente ruso, pero la gente no siente seguridad respecto a la continuidad de su trabajo y al pago íntegro del salario. También, la proporción de empleados estatales es superior en esta región a la media nacional, así como la sensación de que su forma de vida no es soportable. La población está emigrando a un ritmo elevado, de un modo que refleja la falta de confianza en que la vida mejore en la región. La esperanza de vida es inferior al promedio ruso.